# Сумський апеляційний суд
Сумський апеляційний суд — загальний суд апеляційної (другої) інстанції, розташований у місті Сумах, юрисдикція якого поширюється на Сумську область.
Суд утворений 27 червня 2018 року на виконання Указу Президента «Про ліквідацію апеляційних судів та утворення апеляційних судів в апеляційних округах» від 29 грудня 2017 року, згідно з яким мають бути ліквідовані апеляційні суди та утворені нові суди в апеляційних округах.
Апеляційний суд Сумської області здійснював правосуддя до початку роботи нового суду, що відбулося 14 грудня 2018 року.
Рішення Вищої ради правосуддя про переведення суддів до нового суду прийняте 11 грудня 2018 року.

## Структура
Структура суду передбачає посади голови суду, його заступника, керівника апарату, його заступника, суддів, їх помічників, секретарів, судових розпорядників, інші відділи та сектори.
Суддівський корпус формує судові палати: у цивільних справах та кримінальних справах. З числа суддів, що входять до палати, обирається її секретар.

## Керівництво
Голова суду — Рунов Володимир Юрійович
 Заступник голови суду — Криворотенко Віктор Іванович
 Керівник апарату — Торгачова Людмила Василівна.